# Symphostethus
Symphostethus là một chi bọ cánh cứng trong họ 
Elateridae.
Chi này được miêu tả khoa học năm 1903 bởi Schwarz.

## Các loài
Các loài trong chi này gồm:
- Symphostethus collaris Schwarz, 1903
- Symphostethus humeralis Van Zwaluwenburg, 1948
- Symphostethus malaita Van Zwaluwenburg, 1940
- Symphostethus manni Van Zwaluwenburg, 1940
- Symphostethus pacificus Fleutiaux, 1934
- Symphostethus ruficollis Pjatakawa, 1941